# DWK Modell IV a Normalspur
Die Modellreihe DWK Modell IVa waren die in Deutschland am meisten vertriebenen Triebwagen der Deutschen Werken Kiel (DWK) und gehören zu den ersten serienmäßig gebauten Triebwagen in Deutschland. Sie waren ab 1924 bevorzugt bei Privatbahnen eingesetzt. Seitens des Herstellers wurde eine Modellpalette in verschiedenen Spurweiten angeboten, die nicht vollständig erforscht ist. Dazu gibt es in der Literatur unterschiedliche Deutungen.  Von der Bauweise ist der Wagen ähnlich dem MFWE T I und den DR 751 bis 754 ausgeführt, den einzigen für die Staatsbahn produzierten Fahrzeugen von DWK. Von diesen Fahrzeugen unterscheiden sich die Nebenbahnfahrzeuge durch eine geringere Länge, geringere Motorleistung und geringere Höchstgeschwindigkeit.
Einige DWK-Triebwagen der Modellreihe IV a verblieben nach 1945 im Bereich der Deutschen Reichsbahn, hier wurden sie in die Reihe VT 137.5 eingereiht. Die letzten Fahrzeuge der Reihe wurden Mitte der 1960er Jahre vom Betriebsdienst ausgemustert. Es ist keines der DR-Fahrzeuge erhalten geblieben.
Erhalten geblieben ist ein Fahrzeug, das 1926 an die Butjadinger Bahn geliefert wurde und bis in die 1970er Jahre bei verschiedenen Gesellschaften im Einsatz stand. Dieses Fahrzeug befindet sich heute (im Sept. 2021) in Privatbesitz und besitzt gute Chancen, erhalten zu werden.

## Geschichte

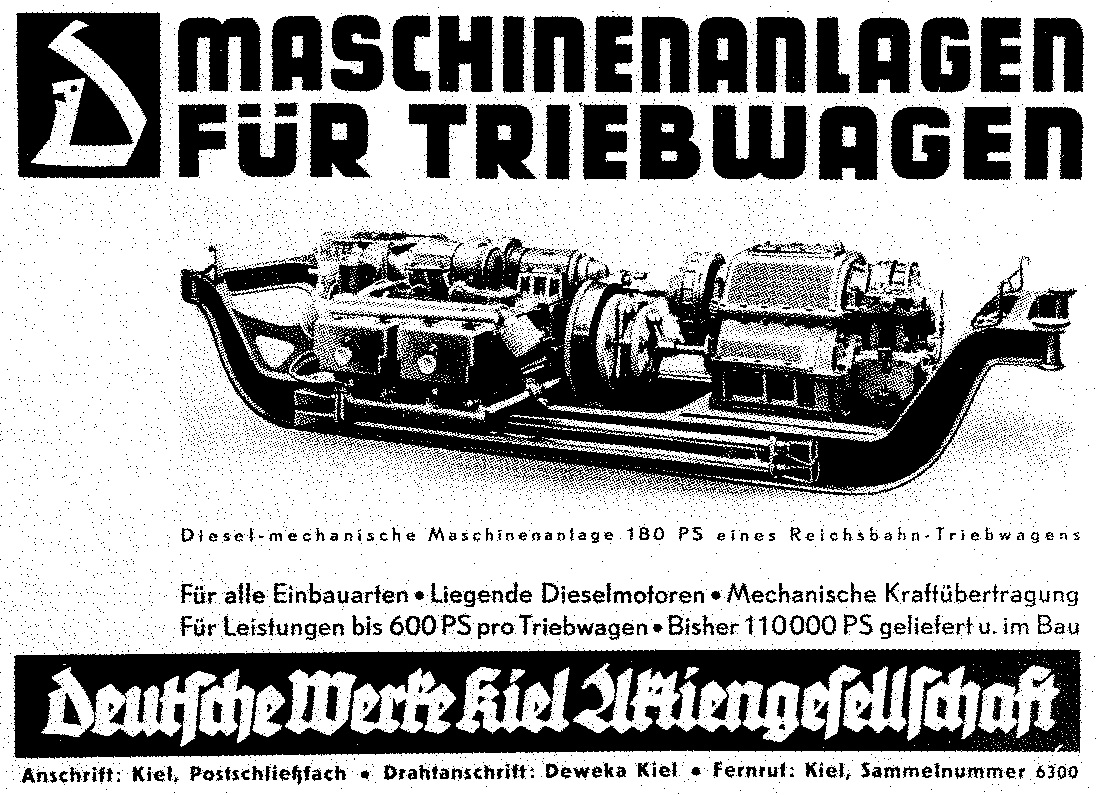
Prinzipskizze der Motoraufhängung von DWK-Triebwagen, Quelle Werbesprospekt DWK

Die Fahrzeuge entstanden, da nach dem Ersten Weltkrieg der Rüstungsproduzent Deutsche Werke in Kiel nach dem Friedensvertrag von Versailles seine Produktion komplett auf zivile Artikel umstellen musste. So entstand eine ganze Modellpalette von Triebwagen, mit denen vor allem Privatbahnen angesprochen wurden, um auf deren Strecken einen wirtschaftlicheren Betrieb durchführen zu können, als es mit Dampflokomotiven gegen die Konkurrenz des Busses möglich war. Bewusst wurde die Argumentation angeführt, dass die Fahrzeuge im Einmannbetrieb eingesetzt werden können und mit ihnen eine wirtschaftliche Trennung des Personen- und Güterzugverkehrs möglich wäre.
Die Merkmale dieser Triebwagen waren:
- einmotorige Maschinenanlage
- Ganzstahlwagenkasten mit spitzförmigen- später mit trapezförmigen Wagenenden
- Drehgestellbauweise
- Dachkühlanlage.

Die ersten Fahrzeuge aus der Zeit Anfang der 1920er Jahr hatten eine spitzförmige Kopfform und konnten die Herkunft aus einer Fabrik, die vorher Kriegsschiffe und U-Boote herstellte, nicht verleugnen. Ab 1924 entstand die Modellreihe IVa mit trapezförmigem Wagenkastenende, die DKW auf der Eisenbahntechnischen Ausstellung in Seddin 1924 präsentierte.
Die Vorzüge der neuen Konstruktion war die robuste Bauweise des Wagenkastens. Dieser war in Ganzstahlbauweise als Nietkonstruktion hergestellt, hatte die typische Kopfform der Wagen von DWK und stützte sich über Schraubenfedern auf den Wiegebalken der Drehgestelle ab. Seitens der Modellpalette gibt es unterschiedliche Deutungen. Einerseits wird die Modellpalette nach der Art der Aufhängung des Maschinentragrahmens am Fahrgestell beschrieben, bedeutet andererseits die Version IVa: Römisch IV ist ein kurzer vierachsiger Triebwagen und der Buchstabe a Ausrüstung des Wagens mit Abort und Waschgelegenheit.
DWK hatte ab 1922 seine Triebwagenpalette in verschiedenen Typenreihen angeboten, wobei der Typ I die lange vierachsige Version mit 12.480 mm Drehzapfenabstand war, der Typ II war die lange zweiachsige Version mit 6.000 mm Achsstand, der Typ III war die kurze zweiachsige Version mit 3.500 mm Achsstand und der Typ IV die kurze vierachsige Version mit zunächst 7.600 mm, später 8.550 mm Drehzapfenabstand. Ab 1925 kam noch der Typ V hinzu, bei dem die in dem muldenförmigen Rahmen untergebrachte Antriebsanlage ausschließlich im Mittelpunkt der Drehgestelle gelagert war.
Die Fahrzeuge wurden verschiedenen Kleinbahngesellschaften zum Probebetrieb angeboten, wobei sie nicht in jedem Fall die Erwartungen erfüllten. So zeigte sich in vielen Fällen die gewählte Motorleistung von 100 PS als zu schwach, auf manchen Strecken mit etwa zehn Kilometern Länge konnten durch den teuren Benzinpreis bei einem Verbrauch von 0,5 kg/Kilometer kein wirtschaftlicher Betrieb im Vergleich zu den Dampfzügen durchgeführt werden. So betrug auf der Bahnstrecke Wallwitz–Wettin der Kilometerpreis der Fahrzeuge 52 Pfennige pro Kilometer, während ein Dampfzug nur 30 Pfennige pro Kilometer kostete. Bei längeren Distanzen, wie bei dem etwa 83 km langen Netz der Stendaler Kleinbahn, kostete der Triebwageneinsatz 34 Pfennige pro Kilometer gegenüber 40 Pfennige pro Kilometer bei einem Dampfzug.
Als ab 1932 vermehrt Dieseltriebwagen auf den Strecken der Kleinbahnen eingesetzt wurden, wurden die Fahrzeuge von DWK mit diesen Motoren umgerüstet und gleichzeitig die Mylius-Getriebe anstatt der alten Antriebsanlage von DWK verwendet. Nun waren die Fahrzeuge wirtschaftlich gut einsetzbar. Mit ihrer Ausstattung, ihrer robusten Bauweise und ihrem extrem minimalen befahrbaren Kurvenradius von 30 Metern waren sie auf den Kleinbahnen jeder Situation gewachsen. Dazu besaßen sie noch einen geringen Achsdruck.
1950 wurden die Fahrzeuge, die von der DR übernommen wurden, in die Reihe VT 137.5 eingereiht, da sie Dieseltriebfahrzeuge und Länderbahntriebwagen waren. Vereinzelt wurden Fahrzeuge bis 1968 im Betriebsdienst eingesetzt.

### Erhaltenes Triebfahrzeug
1926 wurde an die Butjadinger Bahn als erstes Fahrzeug ein DWK IVa mit Benzolantrieb geliefert. 1935 wurde der Triebwagen auf Dieselbetrieb mit einem Motor von KHD umgebaut und fuhr bei der Gesellschaft bis 1955, 1952 hatte er die Bezeichnung T52 erhalten.
1955 wurde er zunächst auf der normalspurigen Strecke Wunstorf – Bokeloh der Steinhuder Meer-Bahn eingesetzt. 1957 erhielt er die meterspurigen Drehgestelle des St.M.B. T53 und wurde fortan auf den meterspurigen Strecken des Netzes eingesetzt, bis der Umbau des St.M.B. T53 beendet war. Nach Fertigstellung des St.M.B. T53 wurde er wieder auf Normalspurdrehgestelle zurückgebaut und war von 1961 bis 1965 wieder nach Bokeloh im Einsatz, danach wurde er an die Hoyaer Eisenbahn-Gesellschaft verkauft.
Bei der Hoyaer Eisenbahn-Gesellschaft blieb der Triebwagen unter der Bezeichnung VGH T4 bis zur Einstellung des Personenverkehrs, wobei er zwei Remotorisierungen und etliche Neulackierungen erlebte. Nach einer Flankenfahrt mit einer V 36 wurde er 1972 repariert, 1978 kam er als Museumsfahrzeug zur Almetalbahn. 1991 gelangte er in Privatbesitz und sollte künftig Teil einer Fahrzeugausstellung werden. Der DWK-Triebwagen befindet sich in Privatbesitz in Norddeutschland und wurde Stand Sept. 2021 restauriert.

## Konstruktive Merkmale

Prinzipskizze der Schaltgetriebe von DWK, Quelle Malý atlas lokomotiv2

Die Angaben der technischen Details wurden zum Teil von den Fahrzeugen der Salzwedeler Kleinbahnen übernommen, die eine Hochburg für Fahrzeuge von DWK war. Die äußeren Maße stimmen mit der genannten Modellreihe überein. Der Maschinentragrahmen war auf den Drehgestellen gelagert. Diese Konstruktion hatten den Vorteil, dass die Maschinenanlage nach dem Abheben des Wagenkastens frei zugänglich war, was wesentliche Erleichterungen bei der Instandhaltung bot und die Reibungsmasse günstiger als bei den MFWE T II war. Der Wagenkasten stützte sich über Schraubenfedern auf den Wiegebalken der Drehgestelle ab. Das Fahrgastabteil galt zur damaligen Zeit als modern.
Die gesamte Konstruktion war einfach gehalten, so dass jede Eisenbahnwerkstatt nach einer Anleitung Reparaturarbeiten vornehmen konnte. Der Ottomotor, der mit obenliegender Nockenwelle und hängenden Ventilen gesteuert wurde, übertrug seine Leistung über eine Trockenkupplung, die mit Fußbetätigung zu bedienen war, auf ein Vierganggetriebe. Dabei verrichtete der Lokführer im Stehen seine Arbeit. Dieses Vierganggetriebe wurde mechanisch mit Zahnradverschiebungen geschaltet. Dafür war auf jedem Führerstand ein Handrad zur Gangschaltung vorhanden. Die inneren Radsätze jedes Drehgestells wurden vom Getriebe über Gelenkwellen und Achsgetriebe angetrieben. Die Radsätze waren in Rollenlagern gelagert.
Der Motor wurde elektrisch angelassen. Standardmäßig waren die Fahrzeuge ab Werk mit einer Handbremse und einer elektrischen Bremse ausgerüstet. Gegen Mehrpreis konnte eine Druckluftbremse eingebaut werden.
Bei den Fahrzeugen wurde in den 1930er Jahren die Maschinenanlage erneuert und mit Dieselmotor und dem Mylius-Getriebe umgerüstet, was die Grundlage für die lange Lebensdauer der Fahrzeuge war.